# 努诺·巴雷托
努诺·巴雷托（葡萄牙語：Nuno Barreto，1972年4月29日—），葡萄牙男子帆船运动员。他曾代表葡萄牙参加1996年、2000年和2004年夏季奥林匹克运动会帆船比赛，其中1996年奥运会获得一枚铜牌。